# Сосна кедровая европейская
Сосна́ ке́дровая европе́йская, или Сосна европейская, или Европейский кедр (лат. Pinus cembra) — хвойное дерево; вид рода Сосна (Pinus) семейства Сосновые (Pinaceae), один из представителей кедровых сосен.

## Название
Назван по аналогии с близкородственной сосной сибирской, которая в русском языке издавна называется кедром, хотя на самом деле оба эти дерева относятся к роду Сосна, а не Кедр, то есть являются более близкими родственниками сосны обыкновенной, чем настоящих кедров: ливанского, атласского или гималайского.

## Ботаническое описание
По морфологическим признакам близка к сосне кедровой сибирской, от которой отличается меньшим ростом и более широкой, яйцевидной кроной, более длинной и тонкой хвоей и меньшими размерами шишек и семян.
Дерево 10—25 м высотой и диаметром ствола до 1,5 метров.
Хвоинки длиной 5—9 см и шириной около 1 мм, собраны в пучки по 5 штук.
Шишки длиной 4—8 см, шириной 6—7 см; семена длиной 8—12 мм, крыло небольшое. В 1 кг около 4 000 семян.
В молодом возрасте дерево обладает прямым стволом и тонкой кроной, к старости ствол и ветви искривляются, принимая причудливые формы.

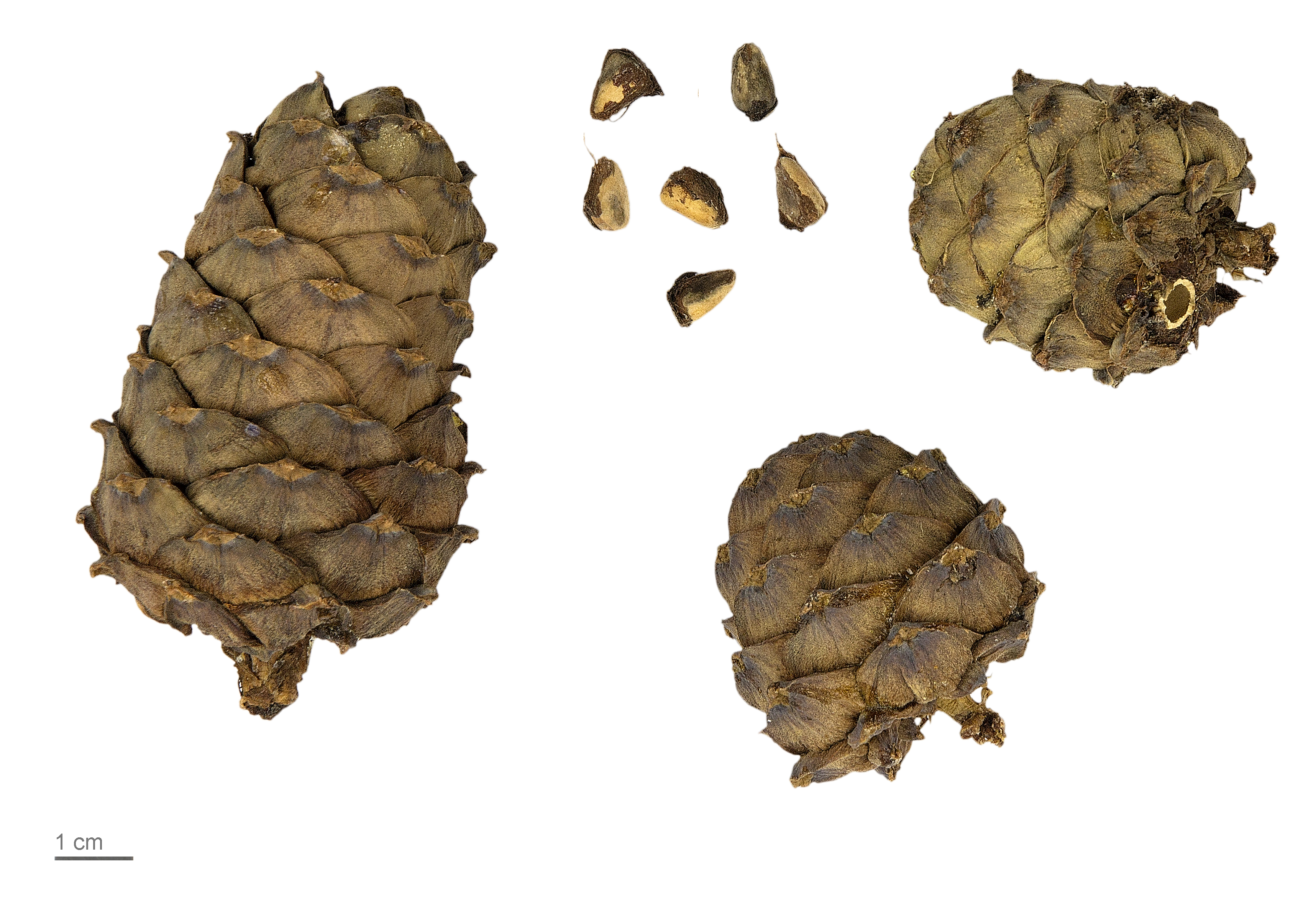
Шишки
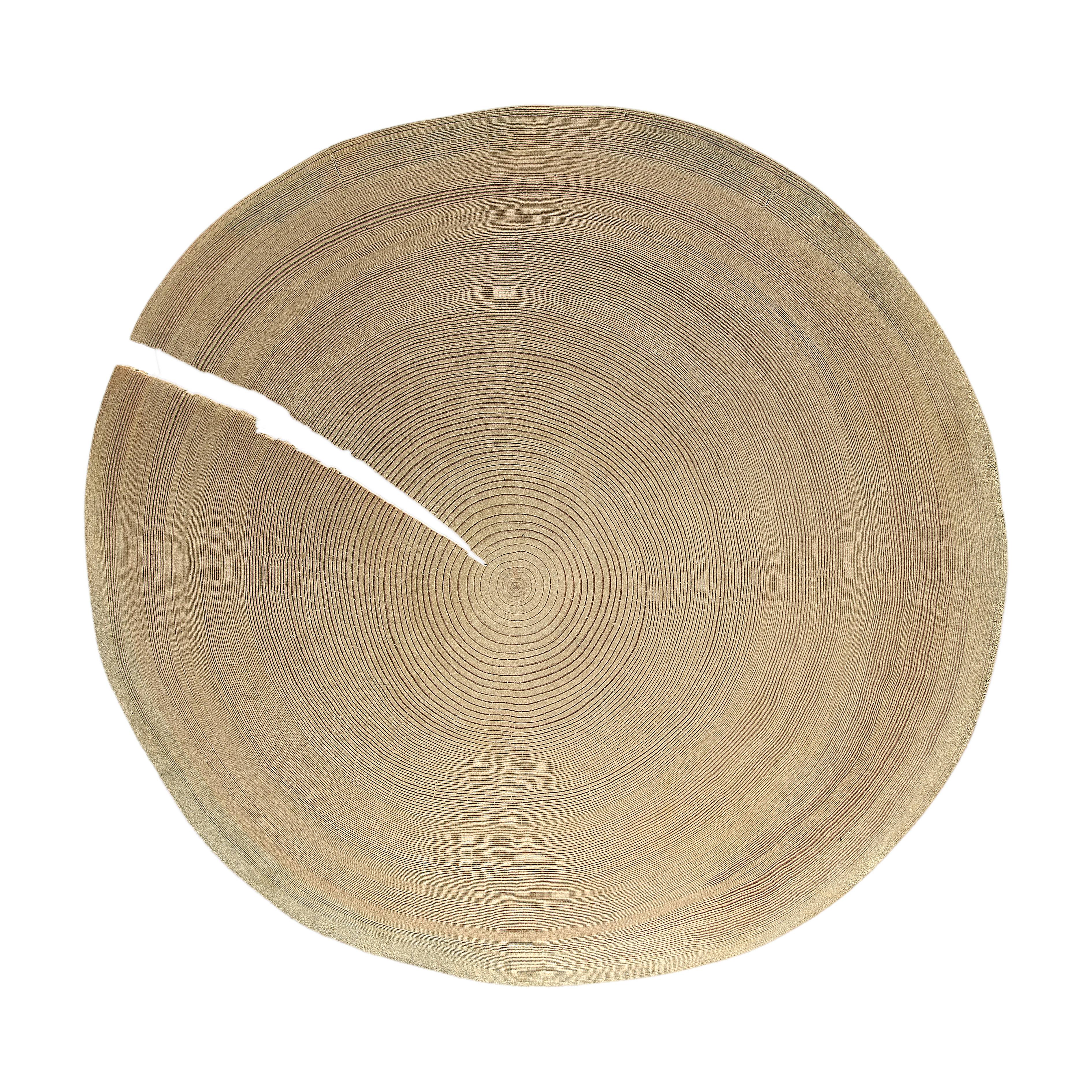
Спил ствола диаметром 325 мм. Тулузский музей
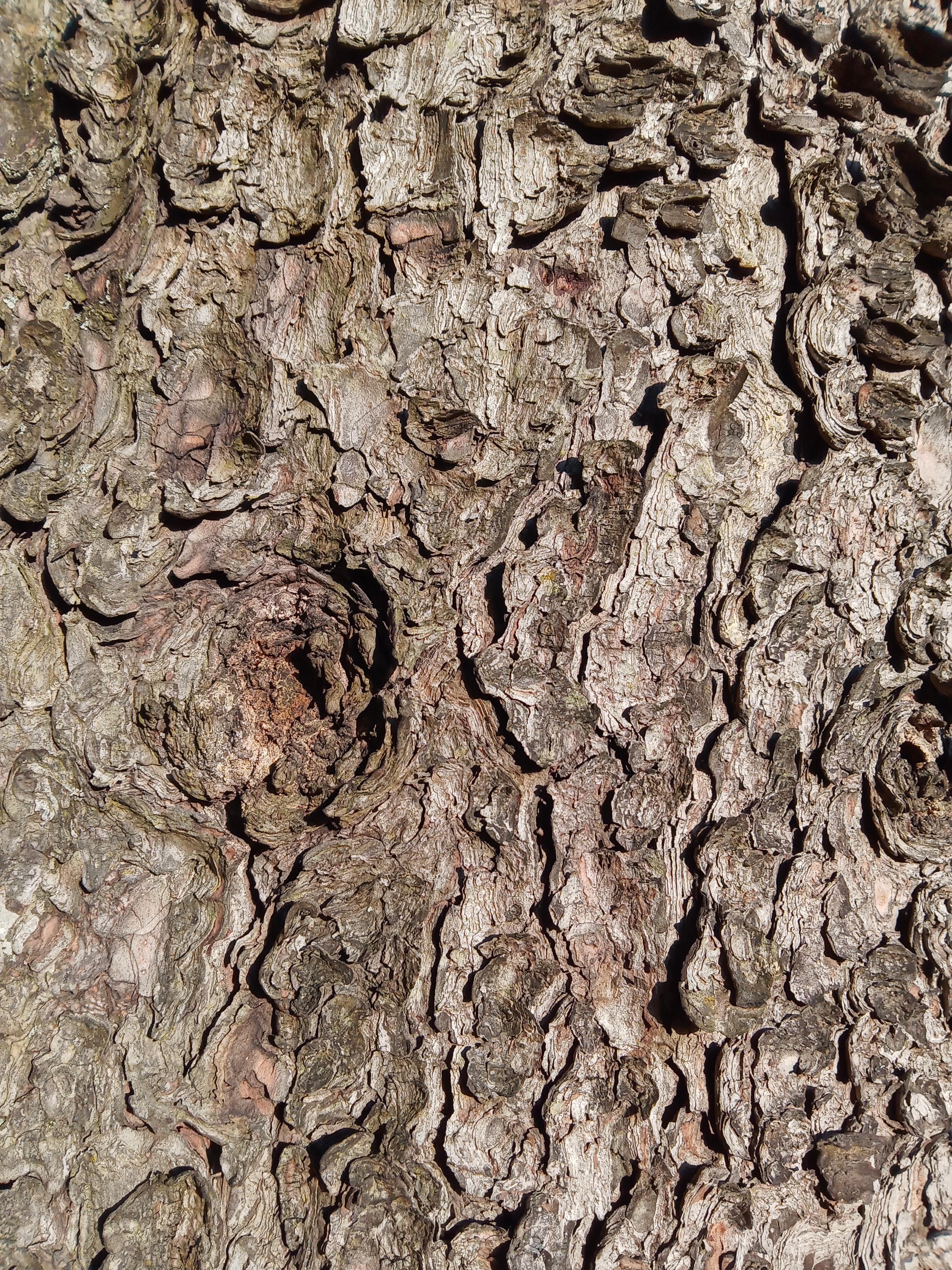
Кора среднего возраста дерева

## Распространение и экология
Ареал вида разделён на две области. Большая область простирается от южных районов Франции до восточных районов Альп, на севере доходит до Женевского озера. Вторая и меньшая область расположена в Высоких Татрах и Карпатах.
Произрастает в горах на высотах от 1300 до 2500 метров, предпочитая высоты от 1500 до 2000 метров. В северных районах предпочитает южные и юго-восточные склоны. Растение теневыносливо, считается одним из самых морозостойких среди сосен (выдерживает до −43° С), требовательно к влажности воздуха и почвы, хорошо растёт только на умеренно влажных и свежих глинистых почвах.

## Таксономия
Pinus cembra L., Species plantarum 2: 1000. 1753.

### Синонимы
Homotypic Names:
- Pinus montana Salisb., Prodr. Stirp. Chap. Allerton: 398, 1796, nom. superfl.
- Pinea cembra (L.) Opiz, Oekon. Neuigk. Verh. 1839: 526. 1839.
- Apinus cembra (L.) Neck. ex Rydb., Bull. Torrey Bot. Club 32: 597. 1905.
- Strobus cembra (L.) Moldenke, Revista Sudamer. Bot. 6: 30. 1939.

Heterotypic Synonyms:
- Pinus montana Lam., Fl. Franç., éd. 2, 3: 651, 1795, nom. illeg.
- Cembra montana Opiz, Seznam: 27. 1852.
- Pinus humistrata Carrière, Traité Gén. Conif., ed. 2: 388, 1867, not validly publ.
- Pinus cembra columnaris Hellm. ex Beissn., Mitt. Deutsch. Dendrol. Ges. 6: 57. 1897.

## Применение
Древесина считается более долговечной, чем у сибирского кедра. В садово-парковом строительстве используется мало, хотя по декоративным качествам может с успехом применяться в одиночных и групповых посадках в лесопарках, где прекрасно сочетается с берёзами. Кроме того, хороша в сложных композициях с тсугами, лиственницами, можжевельниками, дубами, рябинами, рододендронами, леспедецами, падубами, лавровишнями и др. В культуре очень давно.
Древесина имеет красивый рисунок и широко применяется для обшивки помещений и в декоративных поделках.

## В культуре
Зоны морозостойкости: от 4 до более тёплых.
Известны посадки сосны кедровой европейской, доступные для публики, в некоторых крупных городах. Например, несколько деревьев произрастает в Москве на территории Бирюлёвского дендрария и в Сырецком дендропарке в Киеве.